# Laraki Borac
Laraki Borac – samochód sportowy zaprojektowany przez marokańską firmę Laraki. Dostępny jako 2-drzwiowe coupé. Do napędu użyto silnika V12 o mocy 540 KM, produkcji Mercedes-Benz. Moc przenoszona była na oś tylną. Auto wyposażone było w 6-biegową skrzynię biegów.

## Dane techniczne

### Silnik
- V12 6,0 l (6000 cm³)
- Średnica × skok tłoka: b/d
- Stopień sprężania: b/d
- Moc maksymalna: 540 KM (397,5 kW)
- Maksymalny moment obrotowy: b/d

### Osiągi
- Przyspieszenie 0-100 km/h: 4,5 s
- Prędkość maksymalna: 310 km/h